# Електрокардіограма

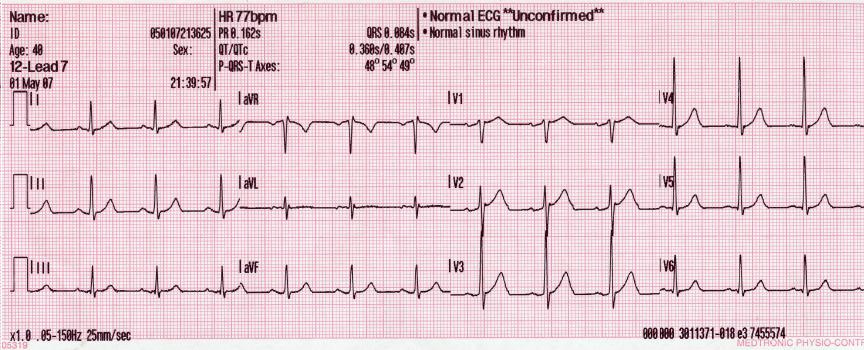
Приклад електрокардіограми на міліметровому папері

Електрокардіограма (ЕКГ) – графічний запис змін електричних потенціалів, які виникають внаслідок збудження серцевого м’яза. 
Процес запису називається електрокардіографія, а пристрій для запису — електрокардіограф.
Електрокардіограма записується на спеціальному папері, на яку нанесені клітинки, розміром 1х1 мм. Клітинки значно полегшують вимірювання комплексів, сегментів та інтервалів на ЕКГ. Для більшої зручності клітинки 5х5 мм наведені товстішим контуром.
Електрокардіограма має містити інформацію про дату та час проведення дослідження, прізвище пацієнта.
Сучасні електрокардіографи самостійно підписують відведення. Стандартна електрокардіограма містить запис 12 відведень: I, II, III, aVR, aVL, aVF, V1, V2, V3, V4, V5, V6. 
Обов'язково на кардіограмі має міститись інформація про швидкість запису, зазвичай це 50 мм/с або 25 мм/с.
Для обробки електрокардіограм використовується декілька методів. Зокрема фазографія.